# Ischnoceros kirishimensis
Ischnoceros kirishimensis là một loài tò vò trong họ Ichneumonidae.